# 同济大学嘉定校区
同济大学嘉定校区位于上海市曹安公路4800号，校区总面积167公顷，属于安亭汽车城的文化教育社区的组成部分。该校区的设置主要依循了“为汽车的产学研体系服务”的思路。
在2004年，嘉定校区初步建成时最先入驻的学院是软件学院和汽车学院。在2005年，有机械工程学院、电子与信息工程学院以及交通运输工程学院入驻。在2006年，经济与管理学院、材料科学与工程学院、传播与艺术学院也由校本部（四平校区）迁入。同时，同济大学铁道与城市交通研究院、中德工程学院与音乐系，也已经完成搬迁。

## 建筑风格
校区内的建筑设计和园林设计体现了同济大学特有的理念和风格。其中的“以人为本”的精神尤为突出，作为标志性建筑之一的教学楼中枢是最好的例证。B、C、D、E四幢教学楼由一个四层高的中空钢结构天桥联系在一起，同时A、B、C、D、E、F、H七幢教学楼均有连廊相互贯通，学生和教师可以不经过露天穿行于各教学楼。多幢教学楼通过连廊和天桥而构成一体，形成了相对独立的空间，避免了外部天气（风、雨、霜、雪等）的影响。其他的建筑充分利用玻璃的作用，用自然光进行照明和装饰，极力避免了墙的隔阂。在建筑的内部空间中，大量进行了植被的绿化，使建筑本身呈现更多的生态元素。校区各个功能区域主要由人工河、人工湖和桥进行划分，良好的设计使艺术表现和功能满足方面达到完美的统一。从硬件环境方面来看，嘉定校区提供了非常有益的环境，其建筑规划值得肯定。

## 校区不足
嘉定校区所处的地区为上海市与江苏省交界处，地理位置远离上海市中心，因此周边环境所能提供的城市服务较为有限。在交通、餐饮、购物、银行和医疗方面的缺陷和不便较为突出。
- 交通方面，目前学生出行主要搭乘连通嘉定校区与校本部（四平校区）的北安跨线车，路途漫长、路况较差，全程需要1个半小时至3个小时。北安跨线车由校外公交公司承办，费用较高，增加了学生出行的不便与开销。教师主要搭乘学校班车，经沪宁高速、外环高架，因此耗时大大缩短，全程为40至50分钟。交通方面的师生差别待遇屡屡为学生所诟病，目前暂无学生和校方均满意的解决方案。11号线安亭一期支线于2010年3月29日开通，使得可以在上海汽车城站乘坐地铁出行，但至嘉定校区仍需换乘沿曹安公路的公交车。校方开设了自嘉定校区往返上海汽车城站的免费接驳车，但班次有限[2]。离校区最近的昌吉东路站于2011年4月26日开通，车站内虽有“同济大学”标识，但还没有建成的道路通往校区[3]。
- 餐饮方面，校区投入使用初期，校园内仅有后勤食堂供应餐饮，存在缺乏竞争、质量不佳的情况。当时在校生活的学生普遍认为后勤食堂提供的伙食“有辱几十年来‘吃在同济’的美名”。随着2005年至2006年间多个学院的迁入，校园附近零星开设了数家餐饮小店，但离学生生活区域较远，且校方禁止校外餐饮小店外送入内，因此并未缓和学生在餐饮方面的不满。2006年秋季学期开学之后，在校内陆续增开了多家餐饮小店，且结合了中外菜肴、南北口味，收费也较市区相对低廉，受到了同学们的普遍认可。
- 购物方面，目前校区内有一中小规模的联华超市，以及数家小超市。校区周围并无较大规模的超市或商场。校区开设了到安亭镇的免费购物班车，但由于停靠的站点不佳且过于耗时，并未受到学生欢迎。
- 银行方面，校内仅有中国农业银行两台自动柜员机（ATM，于新天地步行街）、两台自动存取款机（CDM，于综合教学F楼学生事务中心）和一台中国邮政储蓄银行的ATM提供师生日常的取现需要。对于其他的银行业务，需到附近的黄渡镇，但是，镇上的银行受理的业务也相对有限。
- 医疗方面，嘉定校区并未像校本部（四平校区）一样，拥有一个完善、先进的校医院。目前，只有一个规模较小的诊所提供日常的医疗服务。且由于医疗设备短缺、医疗物资不充裕，学生往往需要到周边的安亭镇和黄渡镇进行诊疗。校区提供的医疗方面的缺失，以及校方在该方面的缺乏重视，往往被认为存在发生医疗事故的隐患，师生对此均较为关注。

研究生宿舍的正南正北向设计给室内温度带来极大反差，许多学生活在终年不见阳光的环境下。校区内缺乏体育馆等运动娱乐设施，建筑设置上追求外观，不考虑实际，学生在校区行走，如出门搭车、去图书馆，都要花费不必要的时间。

## 参看
- 同济大学